# Криштопівська сільська рада (Драбівський район)
Криштопівська сільська́ ра́да — адміністративно-територіальна одиниця та орган місцевого самоврядування у Драбівському районі Черкаської області. Адміністративний центр — село Криштопівка.

## Загальні відомості
- Населення ради: 387 осіб (станом на 2001 рік)

## Населені пункти
Сільській раді були підпорядковані населені пункти:
- с. Криштопівка

## Склад ради
Рада складалася з 12 депутатів та голови.
- Голова ради: Богославець Григорій Тарасович
- Секретар ради: Майоренко Наталка Іванівна

### Керівний склад попередніх скликань
| Прізвище, ім'я, по батькові    | Основні відомості                                                                                                | Дата обрання | Дата звільнення |
| ------------------------------ | --- | ------------ | --------------- |
| Богославець Григорій Тарасович | Сільський голова, 1970 року народження, освіта середня спеціальна, безпартійний                                  | 26.03.2006   | 31.10.2010      |
| Богославець Григорій Тарасович | Сільський голова, 1970 року народження, освіта середня спеціальна, член Всеукраїнського об'єднання «Батьківщина» | 31.10.2010   |                 |

Примітка: таблиця складена за даними сайту Верховної Ради України

### Депутати
За результатами місцевих виборів 2010 року депутатами ради стали:

#### За суб'єктами висування
| Суб'єкт висування                                       | Кількість обраних депутатів | %    |
| ------------------------------------------------------- | --------------------------- | ---- |
| Самовисування                                           | 8                           | 66,7 |
| Політична партія Всеукраїнське об'єднання «Батьківщина» | 2                           | 16,7 |
| Політична партія «Наша Україна»                         | 1                           | 8,3  |
| Соціал-демократична партія України                      | 1                           | 8,3  |

#### За округами
| № округу                                                | Прізвище, ім'я, по батькові   | Дата визнання обраним | Освіта             | Партійна приналежність                        | Відомості про обраного депутата                                                              |
| ------------------------------------------------------- | ----------------------------- | --------------------- | ------------------ | --------------------------------------------- | -------------------------------------------------------------------------------------------- |
| Політична партія Всеукраїнське об'єднання «Батьківщина» |                               |                       |                    |                                               |                                                                                              |
| 4                                                       | Степаненко Тетяна Григорівна  | 05.11.2010            | середня            | член Всеукраїнського об'єднання «Батьківщина» | АС «Колос», продавець                                                                        |
| 11                                                      | Кабанова Тамара Володимирівна | 05.11.2010            | вища               | член Всеукраїнського об'єднання «Батьківщина» | тимчасово не працює                                                                          |
| Політична партія «Наша Україна»                         |                               |                       |                    |                                               |                                                                                              |
| 12                                                      | Харченко Тамара Іванівна      | 26.12.2010            | середня спеціальна | позапартійна                                  | Управління праці та соціального захисту населення райдержадміністрації, соціальний працівник |
| Соціал-демократична партія України                      |                               |                       |                    |                                               |                                                                                              |
| 7                                                       | Левченко Микола Павлович      | 05.11.2010            | вища               | член Української соціал-демократичної партії  | ТОВ АПГ «Аграрник», завскладом                                                               |
| Самовисування                                           |                               |                       |                    |                                               |                                                                                              |
| 1                                                       | Шевченко Галина Миколаївна    | 05.11.2010            | вища               | член Партії регіонів                          | Драбівська НДС, агроном                                                                      |
| 2                                                       | Медведенко Іван Геннадійович  | 05.11.2010            | середня            | член Партії регіонів                          | ТОВ АПГ «Аграрник», водій                                                                    |
| 3                                                       | Колотило Ігор Віталійович     | 05.11.2010            | середня            | член Партії регіонів                          | ТОВ АПГ «Аграрник», водій                                                                    |
| 5                                                       | Гарбиш Валентина Василівна    | 05.11.2010            | середня спеціальна | член Партії регіонів                          | ТОВ АПГ «Аграрник», головний бухгалтер                                                       |
| 6                                                       | Муха Ольга Володимирівна      | 05.11.2010            | середня спеціальна | член Партії регіонів                          | П. Шевченко, продавець                                                                       |
| 8                                                       | Потапенко Наталія Іванівна    | 05.11.2010            | середня            | член Партії регіонів                          | тимчасово не працює                                                                          |
| 9                                                       | Майоренко Наталка Іванівна    | 05.11.2010            | середня спеціальна | член Партії регіонів                          | Криштопівська сільська рада, секретар сільської ради                                         |
| 10                                                      | Кутова Світлана Ігорівна      | 05.11.2010            | середня            | член Партії регіонів                          | тимчасово не працює                                                                          |